# Apicia graceiaria
Apicia graceiaria är en fjärilsart som beskrevs av Kirkwood 1951. Apicia graceiaria ingår i släktet Apicia och familjen mätare. Inga underarter finns listade i Catalogue of Life.